# Arius
Arius (græsk: Areios) (ca. 250 – 336) var en oldkirkelig presbyter og teolog i Alexandria, af libysk herkomst. Han blev fordømt på koncilet i Nikæa 325, men vendte tilbage til Alexandria omkring 334. Arius har lagt navn til arianismen.